# 高橋晃 (アニメーター)
高橋 晃（たかはし あきら、1971年10月25日 - ）は、日本の男性アニメーター、キャラクターデザイナー。千葉県出身。バンダイナムコピクチャーズいわきスタジオ所属。

## 経歴・特徴
東京アニメーター学院卒業後、スタジオダブ東京スタジオに入社。90年代より、原画の仕事を中心にこなしていたが、一線から退いた西村誠芳、藁谷均と入れ替わりに作画監督に昇格し、ダブの主力作監となる。手足が長く、描線のハッキリした鋭いタッチが特徴。主に原画家、作画監督としての活動がメインだが、2009年よりキャラクターデザインの仕事も始めている。『スイートプリキュア♪』プロデューサーの梅澤淳稔、『ドキドキ!プリキュア』プロデューサーの柴田宏明ともに、高橋をキャラクターデザインに選んだきっかけとして、初キャラクターデザインの『怪談レストラン』を挙げている。

## 参加作品

### テレビアニメ
1994年
- 機動武闘伝Gガンダム（1994年 - 1995年、原画・動画）
- 覇王大系リューナイト（1994年 - 1995年、動画）

1995年
- 新機動戦記ガンダムW（1995年 - 1996年、原画）
- 機動新世紀ガンダムX（1995年 - 1996年、原画）

1996年
- 名探偵コナン（1996年 - 、原画）
- こちら葛飾区亀有公園前派出所（1996年 - 2004年、作画監督）
- 超者ライディーン（1996年 - 1997年、作画監督・原画）

1997年
- 超魔神英雄伝ワタル（1997年 - 1998年、作画監督）
- 剣風伝奇ベルセルク（1997年 - 1998年、原画）

1998年
- 銀河漂流バイファム13（作画監督・原画）
- ブレンパワード（原画）
- SHADOW SKILL -影技-（作画監督）
- ポポロクロイス物語（1998年 - 1999年、作画監督）
- 快傑蒸気探偵団 TV ANIMATION SERIES（1998年 - 1999年、作画監督）

1999年
- 星界の紋章（作画監督）
- 神風怪盗ジャンヌ（1999年 - 2000年、作画監督）
- 星方天使エンジェルリンクス（作画監督）
- ∀ガンダム（1999年 - 2000年、原画）
- シティーハンター 緊急生中継!? 凶悪犯冴羽獠の最期（原画）
- ゾイド -ZOIDS-（1999年 - 2000年、作画監督・原画）
- セラフィムコール（作画監督・原画）

2000年
- 星界の戦旗（作画監督）
- DINOZAURS : THE SERIES（作画監督）
- 犬夜叉（2000年 - 2004年、原画）
- GEAR戦士電童（2000年 - 2001年、作画監督・原画）

2001年
- ゾイド新世紀スラッシュゼロ（作画監督）
- シャーマンキング（2001年 - 2002年、作画監督・原画）
- 星界の戦旗II（作画監督）
- 激闘!クラッシュギアTURBO（2001年 - 2003年、作画監督・原画）

2002年
- ロックマンエグゼ（2002年 - 2003年、作画監督）
- 機動戦士ガンダムSEED（2002年 - 2003年、原画）

2003年
- 出撃!マシンロボレスキュー（2003年 - 2004年、作画監督・原画）
- クラッシュギアNitro（2003年 - 2004年、作画監督・原画・CG原画）
- 宇宙のステルヴィア（作画監督）
- ロックマンエグゼAXESS（2003年 - 2004年、作画監督）

2004年
- 絢爛舞踏祭 ザ・マーズ・デイブレイク（作画監督・原画）
- 蒼穹のファフナー（作画監督・原画）
- 陰陽大戦記（2004年 - 2005年、原画）
- ロックマンエグゼStream（2004年 - 2005年、作画監督）

2005年
- 魔法先生ネギま!（作画監督）
- エレメンタル ジェレイド（作画監督）
- ロックマンエグゼBEAST（2005年 - 2006年、作画監督）
- CLUSTER EDGE（2005年 - 2006年、作画監督・原画）
- ガイキング LEGEND OF DAIKU-MARYU（2005年 - 2006年、キャラクター作画監督）

2006年
- 銀魂（2006年 - 2010年、作画監督）
- ロックマンエグゼBEAST+（作画監督）
- ザ・サード 〜蒼い瞳の少女〜（原画）
- コードギアス 反逆のルルーシュ（2006年 - 2007年、作画監督・原画）
- 流星のロックマン（2006年 - 2007年、作画監督）
- 結界師（2006年 - 2008年、原画）

2007年
- 古代王者 恐竜キング Dキッズ・アドベンチャー（2007年 - 2008年、作画監督）
- ヒロイック・エイジ（作画監督）
- 流星のロックマン トライブ（2007年 - 2008年、作画監督）
- 古代王者 恐竜キング Dキッズ・アドベンチャー 翼竜伝説（作画監督）
- Mnemosyne -ムネモシュネの娘たち-（2007年 - 2008年、作画監督・作監協力・原画）

2008年
- バトルスピリッツ 少年突破バシン（2008年 - 2009年、作画監督・原画）
- テイルズ オブ ジ アビス（2008年 - 2009年、原画）

2009年
- Pandora Hearts（作画監督）
- 東京マグニチュード8.0（作画監督・原画）
- バトルスピリッツ 少年激覇ダン（2009年 - 2010年、原画）
- 犬夜叉 完結編（2009年 - 2010年、原画）
- 怪談レストラン（2009年- 2010年、キャラクターデザイン・総作画監督・作画監督）
- 空中ブランコ（原画）

2010年
- SDガンダム三国伝 BraveBattleWarriors（2010年 - 2011年、原画）
- デジモンクロスウォーズ（2010年 - 2012年、作画監督・原画）

2011年
- スイートプリキュア♪（2011年 - 2012年、キャラクターデザイン・総作画監督・作画監督・原画）

2012年
- 聖闘士星矢Ω（2012年 - 2013年、作画監督・原画）

2013年
- ドキドキ!プリキュア（2013年 - 2014年、キャラクターデザイン・総作画監督・作画監督・原画）

2014年
- ハピネスチャージプリキュア!（作画監督・歴代プリキュア原画）
- アイカツ!（2014年 - 2016年、作画監督）
- ディスク・ウォーズ:アベンジャーズ（作画監督）

2015年
- Go!プリンセスプリキュア（原画）

2016年
- 美少女戦士セーラームーンCrystal Season III（キャラクターデザイン・総作画監督・作画監督）
- アイカツスターズ!（-2018年、作画監督）
- デジモンユニバース アプリモンスターズ（2016年 - 2017年、オープニング原画）
- ドリフェス!（作画監督）

2017年
- キラキラ☆プリキュアアラモード（作画監督）

2018年
- アイカツフレンズ!（2018年 - 2019年、作画監督）
- HUGっと!プリキュア（作画監督）

2019年
- スター☆トゥインクルプリキュア（2019年 - 2020年、キャラクターデザイン・作画監督）
- アイカツフレンズ! 〜かがやきのジュエル〜（作画監督）
- アイカツオンパレード!（作画監督）

2021年
- アイカツプラネット!（作画監督）
- 魔入りました!入間くん（作画監督）

2022年
- BIRDIE WING -Golf Girls' Story-（サブキャラクターデザイン・総作画監督・作画監督）

2023年
- ひろがるスカイ!プリキュア（作画監督）
- 英雄教室（作画監督）

2024年
- 治癒魔法の間違った使い方（作画監督）
- 杖と剣のウィストリア（作画監督）

2025年
- Aランクパーティを離脱した俺は、元教え子たちと迷宮深部を目指す。（総作画監督・作画監督）
- ロックは淑女の嗜みでして（作画監督）

### 劇場アニメ
2009年
- 映画 フレッシュプリキュア! おもちゃの国は秘密がいっぱい!?（原画）

2010年
- 劇場版 怪談レストラン（キャラクターデザイン・作画監督）
- 映画 ハートキャッチプリキュア! 花の都でファッションショー…ですか!?（原画）

2011年
- 映画 プリキュアオールスターズDX3 未来にとどけ! 世界をつなぐ☆虹色の花（オリジナルキャラクターデザイン）
- 映画 スイートプリキュア♪ とりもどせ! 心がつなぐ奇跡のメロディ♪（キャラクターデザイン・作画監督・原画）

2012年
- 映画 プリキュアオールスターズNewStage みらいのともだち（オリジナルキャラクターデザイン・原画）

2013年
- 映画 プリキュアオールスターズNewStage2 こころのともだち（オリジナルキャラクターデザイン）
- 映画 ドキドキ!プリキュア マナ結婚!!?未来につなぐ希望のドレス（キャラクターデザイン）上野ケンと共同

2014年
- 映画 プリキュアオールスターズNewStage3 永遠のともだち（オリジナルキャラクターデザイン）

2015年
- 映画 プリキュアオールスターズ 春のカーニバル♪（オリジナルキャラクターデザイン）
- 映画 Go!プリンセスプリキュア Go!Go!!豪華3本立て!!!パンプキン王国のたからもの（原画）

2016年
- 映画 プリキュアオールスターズ みんなで歌う♪奇跡の魔法!（オリジナルキャラクターデザイン）

2018年
- 映画 HUGっと!プリキュア♡ふたりはプリキュア オールスターズメモリーズ（オリジナルキャラクターデザイン）

2019年
- 映画 プリキュアミラクルユニバース（オリジナルキャラクターデザイン）
- 映画 スター☆トゥインクルプリキュア 星のうたに想いをこめて（キャラクターデザイン）小松こずえと共同

2022年
- わたしだけのお子さまランチ（オリジナルキャラクターデザイン）

2023年
- 映画 プリキュアオールスターズF（プリキュアシリーズキャラクターデザイン・作画監督）

### OVA
- ダーティペアFLASH（1994年、動画）
- 覇王大系リューナイト アデュー・レジェンド（1994年 - 1995年、原画）
- 機動戦士ガンダム 第08MS小隊（1996年 - 1999年、作画監督）
- 思春期美少女合体ロボ ジーマイン（1999年、作画監督）
- ある日 犬の国から手紙が来て（2015年、キャラクターデザイン・作画監督）

### Webアニメ
- 美少女戦士セーラームーンCrystal（2014年 - 2015年、作画監督）
- 最響カミズモード!（2020年 - 2021年、作監）

### ゲーム
- 機動戦士Ζガンダム（1997年、原画）
- 機動戦士ガンダム ギレンの野望（1998年、原画）
- 聖闘士星矢Ω アルティメットコスモ（2012年、ゲームオリジナルキャラデザイン・作画監督）

## 画集
- 『高橋晃 東映アニメーションプリキュアワークス』（一迅社、2015年2月27日発売） ISBN 978-4758014229
- 『改訂版 高橋晃 東映アニメーションプリキュアワークス』（一迅社、2021年1月29日発売） ISBN 978-4758017114

## 小説挿絵
- 『小説 スイートプリキュア♪』（東堂いづみ・原作、大野敏哉・著、講談社キャラクター文庫、2016年）